# Принцип Гарнака
Принцип Гарнака (вторая теорема Гарнака) — теорема о свойствах монотонной последовательности гармонических в ограниченной области функций, распространяющая сходимость в некоторой точке на сходимость во всей области. Установлена немецким математиком Акселем Гарнаком в 1886 году.
Формально, пусть {\displaystyle v_{n}(z)} — положительные гармонические в некоторой области {\displaystyle D} функции; если ряд:
{\displaystyle \sum _{n=1}^{\infty }v_{n}(z)}
сходится хотя бы в одной точке области {\displaystyle D}, то он равномерно сходится внутри {\displaystyle D}.

## Доказательство
Пусть {\displaystyle K} — круг с центром в {\displaystyle z_{0}} и радиусом {\displaystyle R}, лежащий в {\displaystyle D}. Умножая неравенство {\displaystyle {\frac {R^{2}-r^{2}}{R^{2}-2Rr\cos(\alpha -\phi )+r^{2}}}\leq {\frac {R+r}{R-r}}}, где {\displaystyle 0\leq r<R}, на {\displaystyle {\frac {1}{2\pi }}v_{n}(z_{0}+Re^{i\alpha })}, и интегрируя по {\displaystyle \alpha } в пределах от {\displaystyle -\pi } до {\displaystyle \pi }, получим {\displaystyle v_{n}(z_{0}+Re^{i\alpha })\leq {\frac {R+r}{R-r}}v_{n}(z_{0})}, откуда следует, что если в точке {\displaystyle z_{0}} ряд {\displaystyle \sum _{1}^{\infty }v_{n}(z)} сходится, то он сходится в каждой точке внутри {\displaystyle K}. Пусть {\displaystyle K_{1},K_{2},...,K_{m}} — цепочка кругов, лежащих в {\displaystyle D} и таких, что точка сходимости {\displaystyle z_{0}} есть центр круга {\displaystyle K_{1}}, центр каждого {\displaystyle K_{j}(1<j\leq m)} лежит внутри {\displaystyle K_{j-1}}, {\displaystyle Z} лежит внутри {\displaystyle K_{m}}, где {\displaystyle Z} — произвольно выбранная точка в {\displaystyle D}. В точке {\displaystyle Z} в силу изложенного ряд {\displaystyle \sum _{1}^{\infty }v_{n}} оказывается сходящимся, но {\displaystyle Z} — любая точка в {\displaystyle D}, следовательно, ряд {\displaystyle \sum _{1}^{\infty }v_{n}} сходится в области {\displaystyle D}. Пусть {\displaystyle K} — произвольный круг с центром {\displaystyle z_{1}} и радиусом {\displaystyle \rho }, лежащий в {\displaystyle D}, {\displaystyle {\overline {K}}} — концентрический круг большего радиуса {\displaystyle R}, также лежащий в {\displaystyle D}. Умножая неравенство {\displaystyle {\frac {R^{2}-r^{2}}{R^{2}-2Rr\cos(\alpha -\phi )+r^{2}}}\leq {\frac {R+\rho }{R-\rho }}}, где {\displaystyle 0\leq r<\rho }, на {\displaystyle {\frac {1}{2\pi }}v_{n}(z_{1}+Re^{i\alpha })}, и интегрируя по {\displaystyle \alpha } в пределах от {\displaystyle -\pi } до {\displaystyle \pi }, получим {\displaystyle v_{n}(z_{1}+Re^{i\alpha })\leq {\frac {R+\rho }{R-\rho }}v_{n}(z_{1})} при {\displaystyle 0\leq r<\rho }, следовательно, ряд {\displaystyle \sum _{1}^{\infty }v_{n}(z)} мажорируется на круге {\displaystyle K} числовым сходящимя рядом {\displaystyle \sum _{1}^{\infty }{\frac {R+\rho }{R-\rho }}v_{n}(z_{1})} и, следовательно, равномерно сходится на {\displaystyle K}, но {\displaystyle K} — любой круг в {\displaystyle D}, следовательно, ряд {\displaystyle \sum _{1}^{\infty }v_{n}(z)} равномерно сходится внутри {\displaystyle D}.

## Следствие
Если возрастающая или убывающая последовательность гармонических функций в некоторой области {\displaystyle D} сходится по крайней мере в одной точке этой области, то она равномерно сходится внутри {\displaystyle D}.